# Штемпфле, Бернхард
Бернхард Рудольф Ште́мпфле (нем. Bernhard Rudolf Stempfle, псевдонимы Redivivus; Spectator Germaniae; 17 апреля 1882, Мюнхен — 1 июля 1934, Дахау) — немецкий монах, богослов и публицист. Известен прежде всего как издатель антисемитской газеты Miesbacher Anzeiger. В некоторых исторических исследованиях признаётся его деятельное участие в создании сочинения Адольфа Гитлера «Моя борьба».

## Биография
Штемпфле в юности вступил в орден иеронимитов, который впоследствии был распущен ввиду малочисленности. С 1923 года Штемпфле перестал носить монашескую одежду и не служил священником, но в своём окружении продолжал именоваться «патер Штемпфле». Он учился в Мюнхенском университете, где защитил докторскую диссертацию. Ещё в Первую мировую войну Штемпфле состоял в крайне националистической ополченской организации «Канцлер». В конце 1918 года по поручению этой организации он отправился в Австрию агитировать за аншлюс немецкоязычной части распадавшейся Австро-Венгерской империи. После запрета такого рода присоединения Австрии к Германии по Сен-Жерменскому договору летом 1919 года Штемпфле оказался не у дел и решил вернуться в Баварию. С 1 февраля 1920 по 30 июня 1921 года Штемпфле занимал должность пресс-референта организации «Канцлер». В начале 1920-х годов Штемпфле оказался замешан в нескольких политических убийствах, в том числе Вильгельма Гёрнлейна.
В первые послевоенные годы Бернхард Штемпфле преподавал теологию в Мюнхенском университете и распространял среди своих коллег и студентов национал-социалистические идеи. Штемпфле был близок национал-социалистам в вопросах антисемитизма и национализма, но отвергал позицию Гитлера в отношении Италии и провинции Больцано. Будучи убеждённым монархистом, Штемпфле также не поддерживал тактическое лавирование лидера национал-социалистов по вопросу формы государственного устройства.
С 1919 года Штемпфле под псевдонимом Redivivus печатался в газетах Völkischer Beobachter и Oberbayerische Landeszeitung, с августа 1922 до конца 1925 года выступал издателем и политическим редактором фанатически антисемитской и крайне бело-голубой (то есть баварско-националистической, антипрусской) газеты «Мисбахский вестник». По некоторым данным, Штемпфле состоял в «Обществе Туле».
Публицист и преподаватель, Штемпфле в начале 1920-х годов обзавёлся в Мюнхене широким кругом контактов, в том числе среди крайне правых сил. В частности, в этот период он познакомился с Эрнстом Рёмом. Штемпфле выступал посредником между управлением мюнхенской полиции и добровольческим корпусом «Оберланд» и доставал паспорта участникам политических убийств. В это время Штемпфле через фотографа Генриха Гофмана познакомился с молодым Гитлером. По словам
Гофмана, Гитлер поначалу считал профессора Штемпфле «католическим шпионом» от церковной партии, но тем не менее принял его в свою свиту. По воспоминаниям Эрнста Ганфштенгля, Бернхард Штемпфле был завсегдатаем компании Гитлера в кафе «Гек» на Галериштрассе в Мюнхене. Позднее Штемпфле взял на себя функции представителя Гитлера в Ватикане и у Виттельсбахов.
В 1925 году Штемпфле, по некоторым данным, участвовал в вычитке гранок первой книги Гитлера «Майн кампф». По мнению Конрада Гейдена, Штемпфле вместе с Эльзой Брукман контролировал корректуру рукописей Гитлера и даже до издания книги Максом Аманом полностью переписал несколько отрывков. Адъютант Гитлера Юлиус Шауб в 1961 году подтверждал, что видел Штемпфле с гранками «Майн кампф» в руках. Отто Штрассер в своей книге «Гитлер и я» писал, что добрый патер Штемпфле потратил месяцы на переписывание и редактирование сочинения Гитлера, исправив в нём самые вопиющие исторические неточности и откровенные банальности:82. Это утверждение впоследствии подхватили многие биографы Гитлера. Часть историков, тем не менее, ограничивает роль Штемпфле лишь некоторыми редакционными правками «Майн кампф». Штемпфле стал одним из первых рецензентов «Майн кампф» спустя неделю после выхода книги и подверг сочинение Гитлера критическому разбору. Отношения между Гитлером и Штемпфле к этому моменту уже никак нельзя было назвать дружескими.
В октябре 1926 года Штемпфле был вынужден на некоторое время бежать в Зальцбург, чтобы избежать дачи показаний по поводу политических убийств перед комитетом по их расследованию в рейхстаге. В 1929 году Штемпфле возглавил партийный архив НСДАП в Мюнхене и курировал частный музей НСДАП.
1 января 1934 года Штемпфле официально вступил в НСДАП, а вечером 1 июля того же года в ходе так называемой «ночи длинных ножей» был арестован сотрудниками гестапо в своей квартире в Мюнхене и препровождён в концентрационный лагерь Дахау. Спустя несколько дней тело Штемпфле было обнаружено в лесу под Харлахингом. В отношении обстоятельств смерти Штемпфле существует несколько версий. По одной из них, Штемпфле забили насмерть, у него было сломана шея тяжёлым оружием. По другой версии, Штемпфле умер от трёх выстрелов в сердце при попытке бегства. 12 июля 1934 года, ещё до официального сообщения о смерти Штемпфле, его сестра через своего адвоката подала заявление о пропаже брата в мюнхенскую прокуратуру. Расследование было вскоре прекращено по распоряжению баварского министерства юстиции, которое уведомило прокуратуру, что убийство Штемпфле следует считать «правомерным» на основании шаблонного формуляра с от руки вписанным именем Штемпфле, использовавшегося для прекращения расследования убийств в рёмовский путч. Убийство Штемпфле 14 июля 1934 года оправдывалось как средство борьбы с государственным переворотом в соответствии с законом о мероприятии государственной самообороны от 3 июля 1934 года. О мотивах убийства Штемпфле в исторической литературе также нет единого мнения. Часть историков считает, что Штемпфле слишком много знал о прошлом и личной жизни Гитлера, в частности об отношениях с племянницей Гели Раубаль, и был ликвидирован по его личному указанию. По другой версии, Штемпфле был убит за свою полемику с Кристианом Вебером, «старым бойцом», державшим в Мюнхене бордель. По воспоминаниям Генриха Гофмана, Гитлер сетовал по поводу смерти Штемпфле: «Эти свиньи убили моего доброго патера Штемпфле!».

## Сочинения
- De Scriptis Editis Doctoris Philosophiae Maximiliani Faslinger Monacensis, s.l. 1918.
- Staatsanwalt! Klage sie an des Klassenkampfes!, München 1929.